# JTBC
JTBC (Joongang Tongyang Broadcasting Company) er en sydkoreansk kabel-tv-kanal, der blev lanceret den 1. december 2011. Hovedkvarteret er beliggende i Seoul.